# Èrato
|  | Aquest article tracta sobre mitologia. Vegeu-ne altres significats a «Erato». |

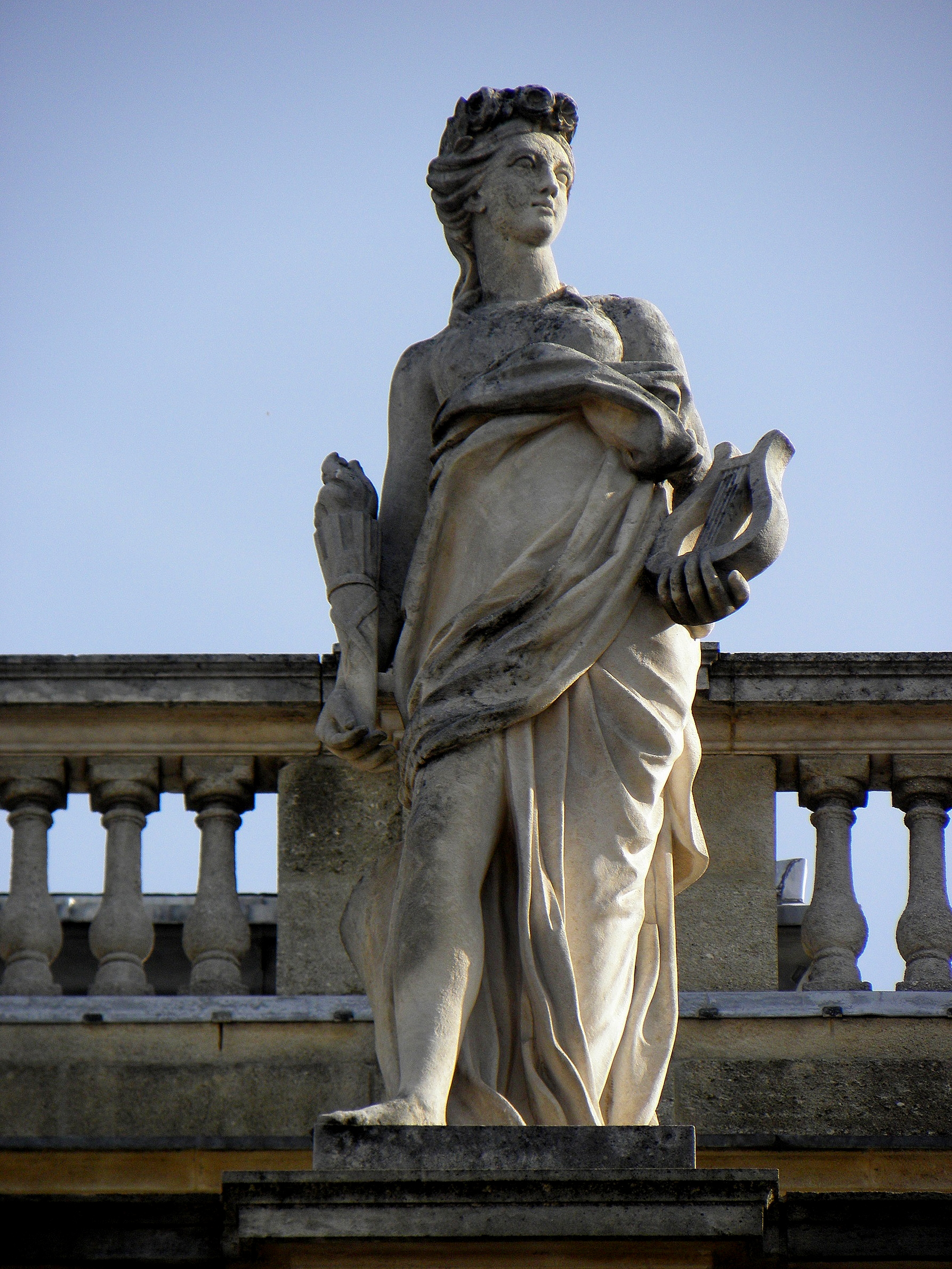
Èrato

Segons la mitologia grega, Èrato (en grec antic Έρατώ, "la que provoca desig") va ser una de les nou muses, filla, com les seves germanes, de Zeus i Mnemòsine.
Inspirava la poesia lírica, sobretot l'amorosa, i era representada amb una corona de roses i una lira.